# وینکو بگوویچ
وینکو بگوویچ (به کروات: Vinko Begović) (زاده ۲ اکتبر ۱۹۴۸ در اسپلیت) بازیکن سابق و مربی اهل کرواسی است.
وی سابقه سرمربی‌گری در تیم‌های فولاد خوزستان، پرسپولیس، الوصل، پگاه گیلان، تیم ملی فوتبال امید ایران، پاس همدان آلومینیوم هرمزگان مس رفسنجان، مس کرمان و گل‌گهر سیرجان را دارد.
بگوویچ در سومین دوره لیگ برتر ایران در تیرماه ۱۳۸۲ با سر و صدا و‌جنجال زیاد و به پشتوانه چهار سال کار در تیم فولاد جانشین علی پروین در پرسپولیس شد و علی دایی را هم پس از یک دهه حضور بعنوان لژیونر به خدمت گرفت ولی توفیقی نیافت. او مجددا ابتدای سال ۲۰۱۳ در مقام دستیار یحیی گل محمدی در پرسپولیس بود.

او سابقه قهرمانی در لیگ آزادگان با باشگاه فوتبال گل گهر سیرجان را دارد.

## آمار
تا تاریخ  ۳۰ مارس ۲۰۱۹
| تیم               | از    | تا    | رکورد | رکورد | رکورد | رکورد | رکورد | رکورد  | رکورد    | رکورد |
| تیم               | از    | تا    | بازی  | برد   | مساوی | باخت  | برد % | گل زده | گل خورده | +/-   |
| ----------------- | ----- | ----- | ----- | ----- | ----- | ----- | ----- | ------ | -------- | ----- |
| آران‌کی اسپلیت     | ۱۹۸۶  | ۱۹۸۷  | ۲۸    | ۱۰    | ۹     | ۹     | ۰۳۶   | ۴۴     | ۳۲       | +۱۲   |
| اچ ان‌کی شیبنیک    | ۱۹۹۶  | ۱۹۹۷  | ۳۰    | ۱۳    | ۷     | ۱۰    | ۰۴۳   | 44     | 32       | +23   |
| فولاد خوزستان     | ۱۹۹۹  | ۲۰۰۳  | ۱۱۰   | ۷۸    | ۱۴    | ۱۸    | ۰۷۱   | 218    | 117      | +101  |
| پرسپولیس تهران    | ۲۰۰۳  | ۲۰۰۴  | ۲۸    | ۱۰    | ۹     | ۹     | ۰۳۶   | ۴۴     | ۳۲       | +۱۲   |
| الوصل امارات      | ۲۰۰۴  | ۲۰۰۵  | ۶     | ۴     | ۲     | ۰     | ۰۶۷   | 16     | 2        | +14   |
| پگاه گیلان        | ۲۰۰۵  | ۲۰۰۶  | ۴۲    | ۲۸    | ۷     | ۷     | ۰۶۷   | 101    | 40       | +61   |
| امید ایران        | ۲۰۰۶  | ۲۰۰۷  | ۶     | ۴     | ۲     | ۰     | ۰۶۷   | 16     | 2        | +14   |
| پاس همدان         | ۲۰۰۷  | ۲۰۰۹  | ۳۶    | ۲۱    | ۱۰    | ۵     | ۰۵۸   | 67     | 42       | +25   |
| آلومینیوم هرمزگان | ۲۰۰۹  | ۲۰۱۱  | ۴۲    | ۱۸    | ۱۲    | ۱۲    | ۰۴۳   | 68     | 52       | +16   |
| پاس همدان         | ۲۰۱۲  | ۲۰۱۳  | ۳۴    | ۱۸    | ۳     | ۱۳    | ۰۵۳   | 63     | 49       | +14   |
| مس رفسنجان        | ۲۰۱۳  | ۲۰۱۵  | ۴۷    | ۱۸    | ۱۹    | ۱۰    | ۰۳۸   | 48     | 34       | +14   |
| مس کرمان          | ۲۰۱۵  | ۲۰۱۶  | ۳۸    | ۱۴    | ۱۳    | ۱۱    | ۰۳۷   | 37     | 33       | +4    |
| گل‌گهر سیرجان      | ۲۰۱۶  | ۲۰۱۹  | ۹۲    | ۴۰    | ۳۶    | ۱۶    | ۰۴۳   | 135    | 92       | +43   |
| مجموع             | مجموع | مجموع | 629   | 335   | 147   | 147   | 53.04 | 1,039  | 659      | +380  |

## تسلط به زبان فارسی
وینکو بگوویچ تسلط کاملی به زبان فارسی دارد و همین مسئله باعث شد ارتباط بسیار خوبی با تصمیم گیران فوتبال داشته باشد.

## رکورددار مربیگری در ایران
وینکو بگوویچ در ایران برای ۱۰ تیم سرمربیگری کرده است و حدود ۲۲ سال در ایران سابق کار دارد و از این نظر باسابقه‌ترین مربی خارجی فوتبال ایران محسوب می شود.